# 2012년 하계 올림픽 조정
2012년 하계 올림픽 조정 대회는 2012년 7월 28일부터 8월 4일까지 도니레이크에서 열렸다. 대회 개최지 이름은 공식적으로 이튼 도니(Eton Dorney)였다. 14개의 메달 종목에는 550명의 선수(남자 353명, 여자 197명)가 참가했다.
영국은 금메달 4개, 총 9개를 획득하며 메달 순위 1위를 차지하며 가장 성공적인 국가였다. 뉴질랜드는 종합 3개의 금메달과 5개의 메달을 획득하며 2위를 차지했다.

## 장소
모든 조정 경기는 런던에서 서쪽으로 40km 떨어진 윈저성 근처 도니 레이크에 있는 이튼 도니 조정 센터에서 열렸다. 경기장은 8레인, 길이 2,200m, 수용인원은 3만명이다.